# Cultura Belarusului
Cultura Belarusului este produsul unui mileniu de dezvoltare sub impactul unui număr de factori diverși. Este vorba de mediul geografic, fundalul etnografic al belarușilor (amestecul noilor veniți slavi cu băștinașii baltici), păgânismul imigranților timpurii și a gazdelor lor, creștinismul ortodox ca element de legătură cu tradițiile culturale și literare bizantine, lipsa hotarelor naturale ale țării, curgerea râurilor spre Marea Neagră și Marea Baltică și varietatea religiilor regiunii (catolicism, ortodoxie, iudaism și islam).
O influență occidentală timpurie asupra culturii belaruse a fost Drepturile (cartele) Magdeburg, care acordau autoconducere muncipală și aveau la bază legile orașelor germane. Aceste carte au fost aprobate în secolele paisprezece și cincisprezce de marii duci și regii unor orașe, precum Brest, Grodno, Sluțk și Minsk. Tradiția autoguvernării nu numai că a facilitat contactele cu Europa Occidentală, dar de asemenea a alimentat încrederea în sine, antreprenoriatul și simțul responsabilității civice.
În 1517-19 Francisk Skorina (circa 1490-1552) a tradus Biblia în limba indigenă (vechea belarusă). În timpul regimului comunist, munca lui Skarina a fost foarte subestimată, dar în Belarusul independent Skarina a devenit inspirație pentru conștiința națională în creștere, fiind apreciat și pentru susținerea pe care a acordat-o limbii belaruse precum și pentru ideile sale umaniste.
Din secolul paisprezece până în secolul șaptesprezece, când ideile umanismului, Renașterii și Reformei erau vii în Europa Occidentală, aceste idei erau discutate în Belarus de asemenea datorită relațiilor comerciale și a înscrierii fiilor nobililor și ai orășenilor în universitățile occidentale. De asemenea, Reforma și Contrareforma au contribuit mult la înflorirea scrierilor polemice precum și la răspândirea tipografiilor și a școlilor.
În timpul secolelor șaptesprezece și optsprezece, când Polonia și Rusia făceau incursiuni politice și culturale adânci în Belarus, asimilând nobilimea în propriile lor culturi, conducătorii acestor teritorii au ajuns să asocieze cultura „belarusă” în primul rând cu țărănimea, folclorul, rochia populară și obiceiurile populare, cu o acoperire a creștinismului. Acesta a fost punctul de plecare a unor activiști naționali care au încercat să obțină statalitatea pentru națiunea lor la sfârșitul secolului nouăsprezece și începutul secolului douăzeci.
Dezvoltarea literaturii belaruse, răspândirea ideii de națiune belarusă, au fost rezumate de lucrările literare ale lui Yanka Kupala (1882–1942) și Yakub Kolas (1882–1956). Lucrările acestor poeți, precum și ale altor scriitori remarcabili, au devenit clasicele literaturii belaruse moderne întrucât au fost scrise având la bază în mare măsură teme rurale (satul a fost locul unde scriitorii au auzit limba belarusă) și au modernizat limba literară belarusă, care a fost puțin utilizată de prin secolul șaisprezece. Autorii postindependență din anii 1990 au continuat să utilizeze teme rurale pe scară largă.
Spre deosebire de literatură, care s-a concentrat pe viața rurală, alte domenii ale culturii—pictura, sculptura, muzica, filmul și teatrul—s-au concentrat pe realitatea urbană, preocupări și valori universale.